# Festival dalmatinskih klapa – Omiš 1975.
Festival dalmatinskih klapa Omiš 1975. bila je glazbena manifestacija klapskog pjevanja u Omišu u Hrvatskoj. Festival se održao 19., 20. i 26. srpnja 1975. godine.
Poredak nakon večeri:

## Vanjske poveznice
- Službene stranice